# Cerkiew św. Aleksandra Newskiego w Mohylowie Podolskim
Cerkiew św. Aleksandra Newskiego – prawosławna cerkiew w Mohylowie Podolskim, w jurysdykcji eparchii mohylowsko-podolskiej Ukraińskiego Kościoła Prawosławnego Patriarchatu Moskiewskiego.

## Historia
Cerkiew została zbudowana w 1910 jako pułkowa świątynia 48 Odeskiego Pułku Piechoty, w stylu rosyjsko-bizantyjskim. Pozostawała czynna do 1938. Podczas II wojny światowej doznała poważnych strat: po wkroczeniu do Mohylowa Podolskiego Niemcy wrzucili do niej kilka wiązek granatów, a następnie urządzili w uszkodzonym budynku stajnię. Po wojnie, w 1952, w dawnej cerkwi rozmieszczono klub wojskowy. W związku z tym obniżono cerkiewną kopułę i rozebrano dzwonnicę. Wyposażenie świątyni, w tym oryginalny marmurowy ikonostas, uległo całkowitemu zniszczeniu, zaś cerkiewne freski zostały zamalowane. W latach 80. XX wieku obiekt zaadaptowano na magazyn wojskowy.
Na początku lat 90. XX wieku świątynia była już w bardzo złym stanie technicznym. Miejscowa jednostka wojskowa nie zgodziła się w 1993 na utworzenie w niszczejącym budynku kasyna, a następnie na oddanie budowli na dom modlitwy jednego z protestanckich związków wyznaniowych. Ostatecznie w 1994 cerkiew została zwrócona Ukraińskiemu Kościołowi Prawosławnemu Patriarchatu Moskiewskiego, zaś w 1996 przystąpiono do jej renowacji. W 2007 zakończono remont dachu i restaurację kopuły w pierwotnej formie. Do budynku wstawiono nowy ikonostas, odrestaurowano freski.
Szczególnym kultem w świątyni otaczana jest ikona Matki Bożej „Szybko Spełniająca Prośby”, przechowywana w cerkwi od 1999. Na wyposażeniu budowli przetrwały również ikony św. Aleksandra Newskiego i św. Barbary, które znajdowały się w świątyni przed jej zamknięciem w 1938, a w kolejnych latach były przechowywane w cerkwi św. Jerzego w Mohylowie Podolskim.